# Universidad a Distancia de Hagen

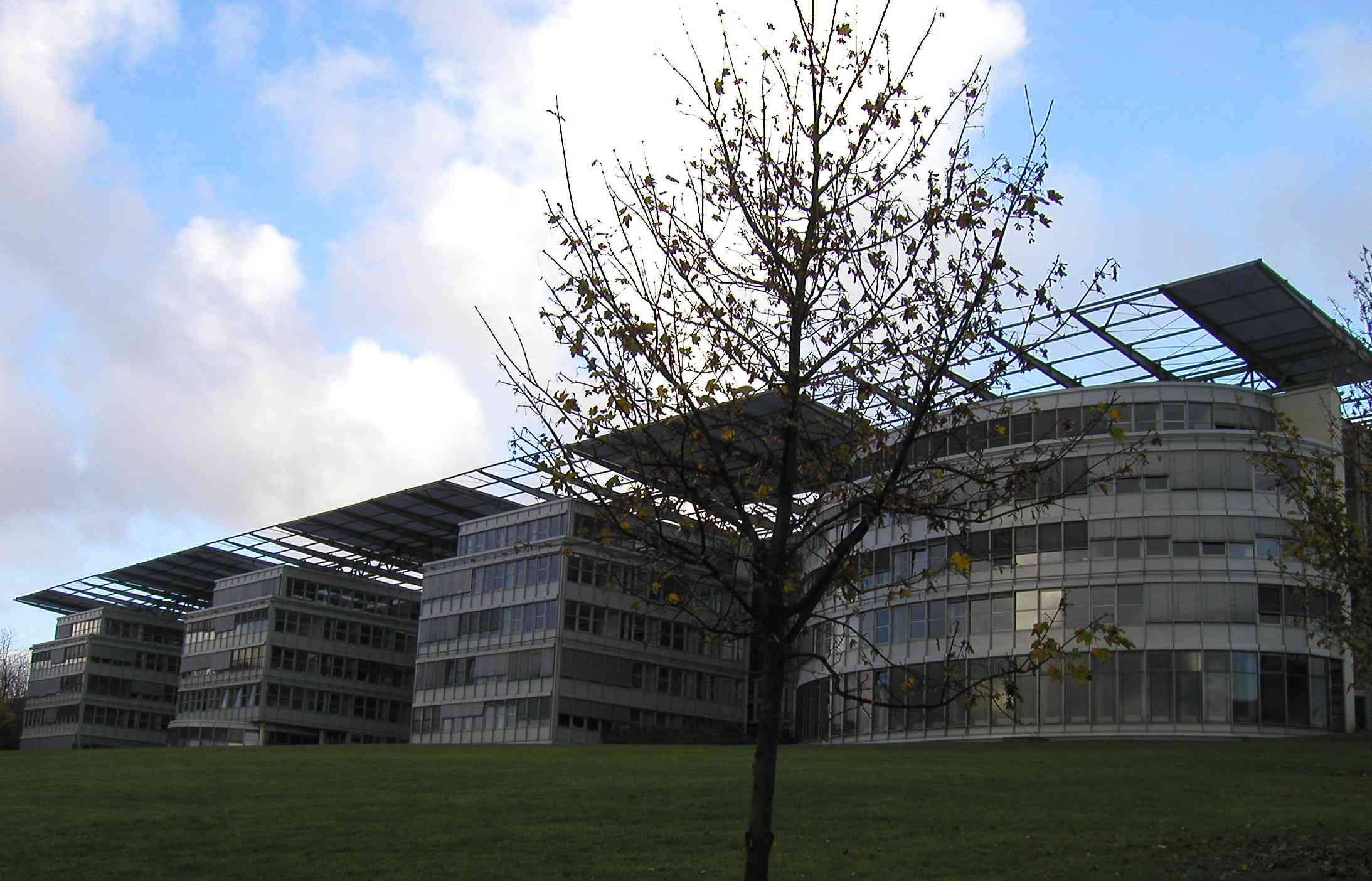
edificio TGZ.

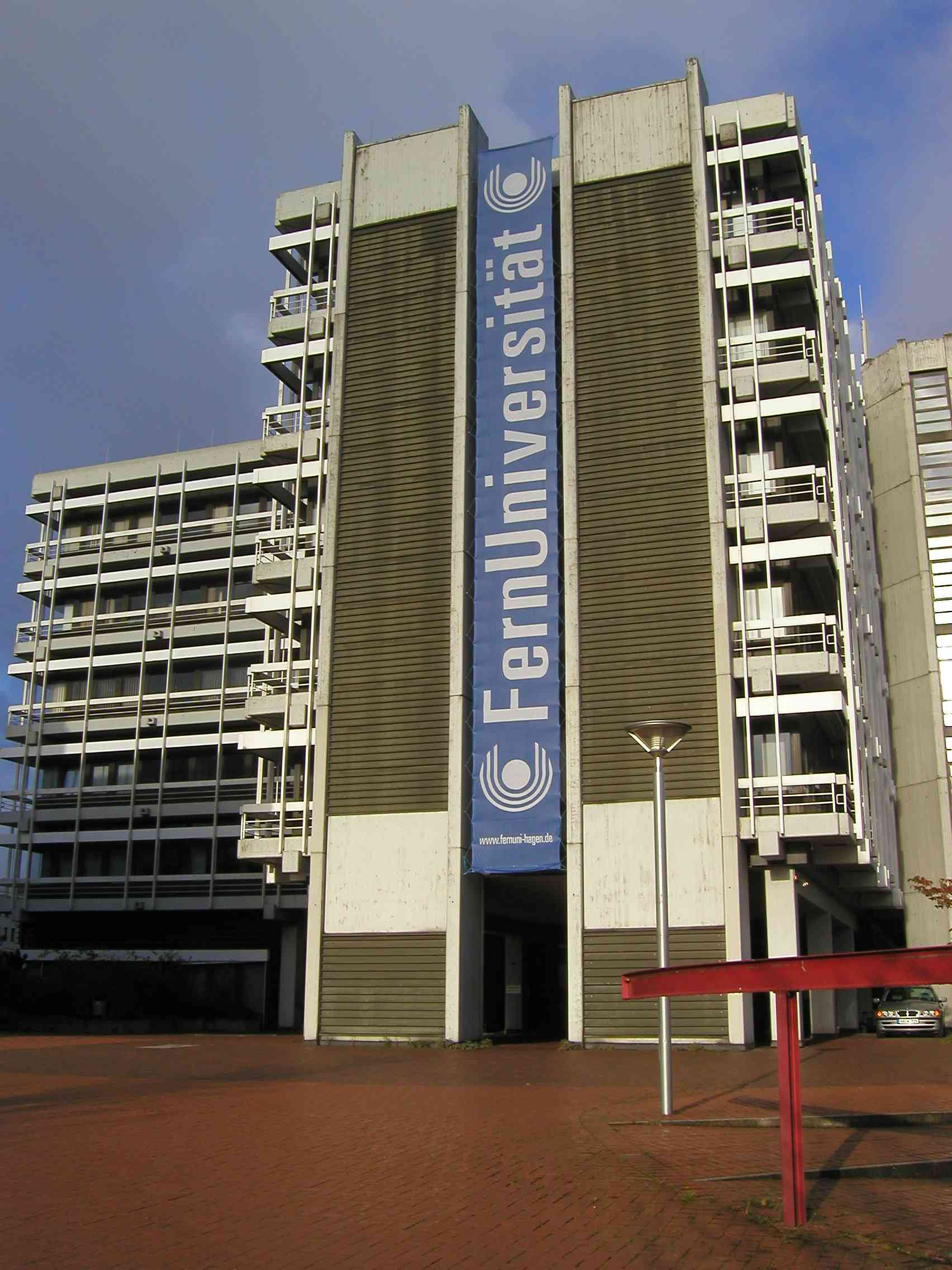
edificio AVZ.

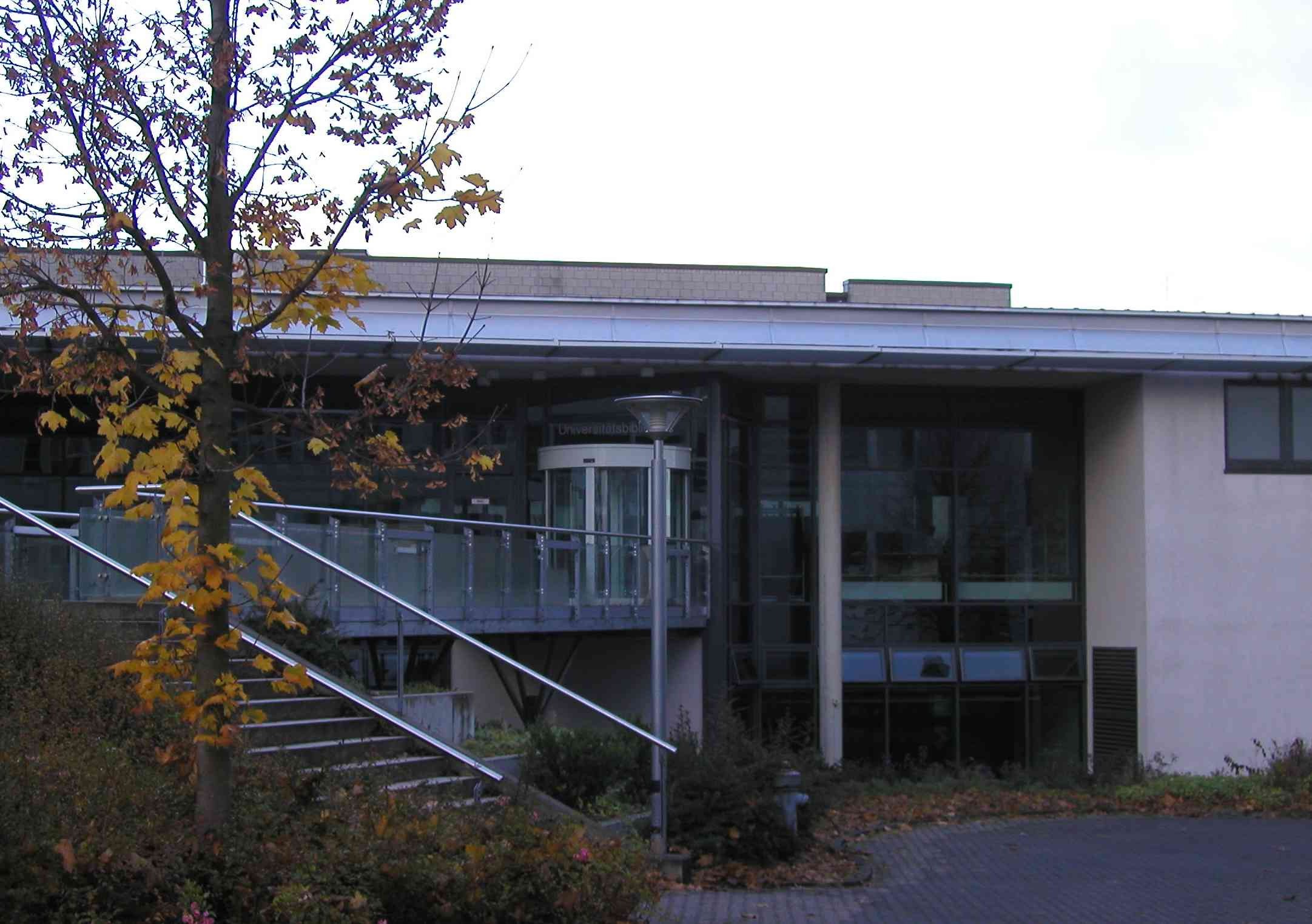
biblioteca.

La Fernuniversität in Hagen, en español, Universidad a Distancia de Hagen, conocida como la "Fernuni" entre los estudiantes, es una universidad de educación a distancia alemana fundada en el año 1974. Es la única universidad alemana de este tipo con carácter estatal. Está situada en la ciudad de Hagen, en Renania del Norte-Westfalia. En lo que respecta a la cantidad de estudiantes académicos y de posgrado, es la universidad con mayor número de estudiantes en Alemania.
La Universidad otorga títulos estatales habilitantes y de posgrado, entre los que se cuenta los de "bachelor", "master" y "diploma". Todas las facultades permiten asimismo la obtención de doctorados. También son posibles estudios a tiempo parcial para estudiantes que ya se encuentran trabajando o en formación continua.

## Historia
- 1974 Fundación de la FernUniversität en ciudad de Hagen, en Renania del Norte-Westfalia.

- 1975 Creación de tres facultades, la Universidad alcanza los 1.330 estudiantes.

- 1999 La facultad de Ciendias Económicas se dota de un profesor subvencionado por el holding "Douglas".

- 2000 El banco "Westfälisch-Lippischer Sparkassen" subvenciona el nombramiento de otro profesor en el rubro de economía empresarial.

- 2002 La Universidad llega a tener 59.240 estudiantes.

- 2004 Como consecuencia del establecimiento de derechos de inscripción 16.287 estudiantes abandonan la Universidad o sea aproximadamente el 28%.

- 2006 Las especialidades de electrotécnica, ciencias de la información e informática se fusionan en una única facultad de "Informática y Matemática".

Actualmente (abril de 2022) la Universidad cuenta con aproximadamente 77.600 estudiantes, de los cuales unos 10 000 son estudiantes de posgrado. Aproximadamente un 80% de los estudiantes trabajan al mismo tiempo y aproximadamente un 51% cuentan ya con un primer diploma universitario.

## Facultades y carreras de grado
- Facultad de ciencias sociales: ciencias de la educación, politología, sociología.
- Facultad de matemática e informática: matemática, informática, desarrollo de software, informática de negocios.
- Facultad de psicología: psicología.
- Facultad de ciencias económicas: ciencias económicas, informática de negocios.
- Facultad de ciencias jurídicas: bachelor of law.

## Campus regionales

### En Alemania
- Berlín
- Bonn
- Coesfeld
- Fráncfort del Meno
- Hagen
- Hamburgo
- Hannover
- Karlsruhe
- Leipzig
- Múnich
- Neuss
- Nürnberg
- Stuttgart

### En el extranjero
- Austria: en Linz, Bregenz, Saalfelden, Villach y Viena
- Suiza: en Zürich
- Hungría: en Budapest